# Acanthostigma multiseptatum
Acanthostigma multiseptatum är en svampart som beskrevs av Promputtha & A.N. Mill. 2010. Acanthostigma multiseptatum ingår i släktet Acanthostigma och familjen Tubeufiaceae.   Inga underarter finns listade i Catalogue of Life.